# Jocs Asiàtics de 1982
Els Jocs Asiàtics de 1982 es van celebrar del 19 de novembre al 4 de desembre de 1982 a Nova Delhi, Índia.
Fou se segon que aquesta ciutat fou seu dels Jocs Asiàtics. La primera fou l'edició inaugural del 1951. Fou la primera edició que es disputà sota la direcció de l'Olympic Council of Asia (OCA). La Federació dels Jocs Asiàtics, que organitzà les 8 primeres edicions, es dissolgué per formar el nou organisme.
Debutaren els esports de l'hípica, el golf, l'handbol, el rem, i l'hoquei sobre herba femení. Aquesta edició va veure l'inici del domini de la Xina al medaller. Fins aleshores el país amb més medalles havia estat el Japó. Per primer cop els Jocs van ser retransmesos per televisió en color. La mascota dels jocs fou Appu, un petit elefant.

## Esports
| - Tir amb arc - Atletisme - Bàdminton - Basquetbol - Boxa - Piragüisme - Ciclisme | - Hípica - Futbol - Golf - Gimnàstica - Handbol - Hoquei sobre herba - Vela | - Tir olímpic - Natació - Tennis de taula - Tennis - Voleibol - Halterofília - Lluita |

## Medaller
| Posició | País            | Or  | Argent | Bronze | Total |
| 1       | R.P. de la Xina | 61  | 51     | 41     | 153   |
| 2       | Japó            | 57  | 52     | 44     | 153   |
| 3       | Korea           | 28  | 28     | 37     | 93    |
| 4       | DPR Korea       | 17  | 19     | 20     | 56    |
| 5       | Índia           | 13  | 19     | 25     | 57    |
| 6       | Indonèsia       | 4   | 4      | 7      | 15    |
| 7       | Iran            | 4   | 4      | 4      | 12    |
| 8       | Pakistan        | 3   | 3      | 5      | 11    |
| 9       | Mongolia        | 3   | 3      | 1      | 7     |
| 10      | Filipines       | 2   | 3      | 9      | 14    |
| 11      | Iraq            | 2   | 3      | 4      | 9     |
| 12      | Tailàndia       | 1   | 5      | 4      | 10    |
| 13      | Kuwait          | 1   | 3      | 3      | 7     |
| 14      | Síria           | 1   | 1      | 1      | 3     |
| 15      | Malàisia        | 1   | 0      | 3      | 4     |
| 16      | Singapur        | 1   | 0      | 2      | 3     |
| 17      | Afghanistan     | 0   | 1      | 0      | 1     |
| 18      | Líban           | 0   | 0      | 1      | 1     |
| 19      | Bahrain         | 0   | 0      | 1      | 1     |
| 20      | Hong Kong       | 0   | 0      | 1      | 1     |
| 21      | Qatar           | 0   | 0      | 1      | 1     |
| 22      | Vietnam         | 0   | 0      | 1      | 1     |
| Total   | Total           | 199 | 199    | 215    | 613   |